# Neotanypeza symmetros
Neotanypeza symmetros is een vliegensoort uit de familie van de langpootvliegen (Tanypezidae). De wetenschappelijke naam van de soort werd voor het eerst geldig gepubliceerd in 2013 door Owen Lonsdale.